# Mercedes-Benz 540K
Mercedes-Benz 540K (typ W24) byl exkluzivní německý automobil vyráběný společností Mercedes-Benz v letech 1936–1939, a to pouze na zakázku. Byl hlavním soupeřem francouzského vozu Bugatti Typo 57SC.
Vůz byl uveden na Pařížském autosalonu v roce 1936 jako nástupce Mercedesu 500K. Měl moderní podvozek s nezávislým zavěšením všech kol pro co nejhladší jízdu a dostatečný výkon pro uspokojení i těch nejnáročnějších zákazníků. Písmeno K v názvu znamenalo kompresor, který zvyšoval výkon technicky dokonalého řadového osmiválce. Celkem bylo vyrobeno necelých 400 vozů, jež měly ovšem značně rozdílné karoserie. Oblíbené byly dvoudveřové sportovní roadstery, kabriolety, tourery či dvou- a čtyřdveřová kupé s normální i stahovací střechou. Samozřejmě také limuzíny. Snad nejslavnějším z těchto vozů je „Spezial Roadster“, který navrhl Hermann Ahrens a vyrobila jej, tak jako téměř všechny karoserie pro řadu 540K, karosárna Karrosserie Sindelfingen, jež patřila společnosti Mercedes-Benz.

## Galerie

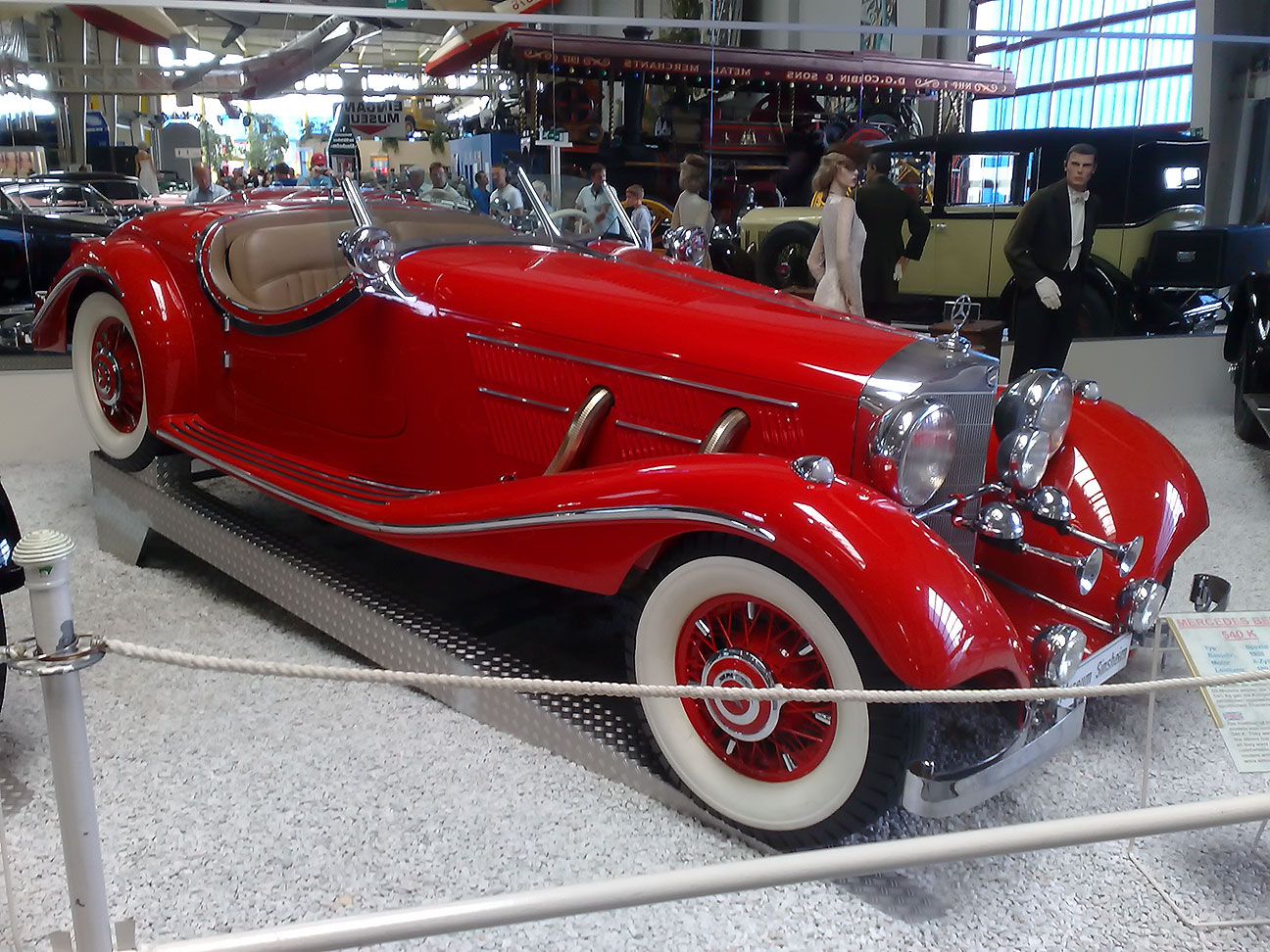
1938 Mercedes-Benz 540k Special Roadster v sinsheimském Auto & Technik muzeu
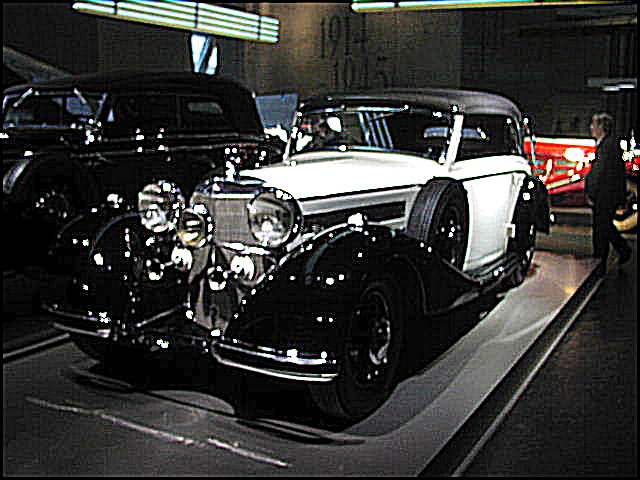
1937 Mercedes-Benz 540K kabriolet B
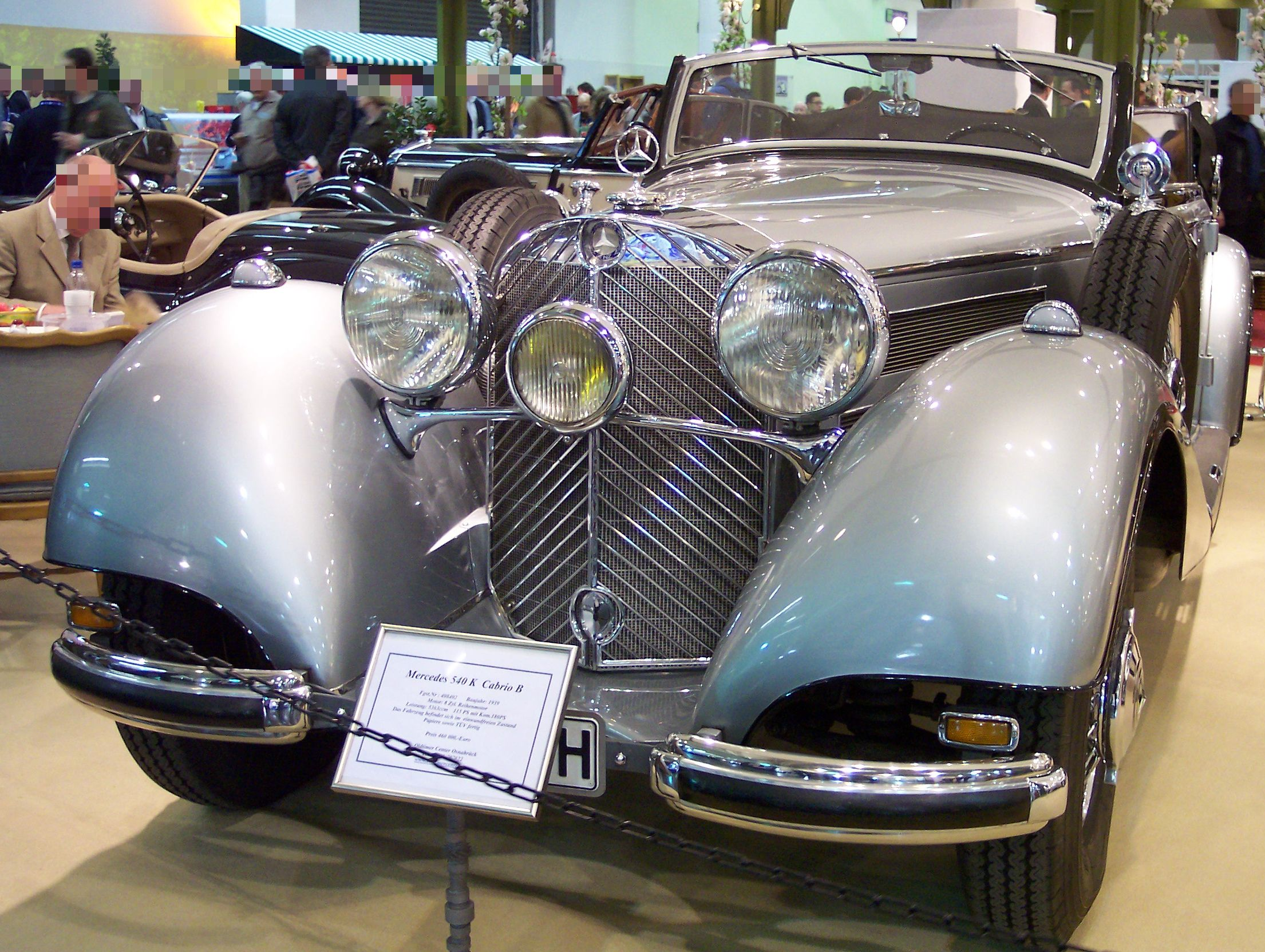
1938 Mercedes-Benz 540K kabriolet B
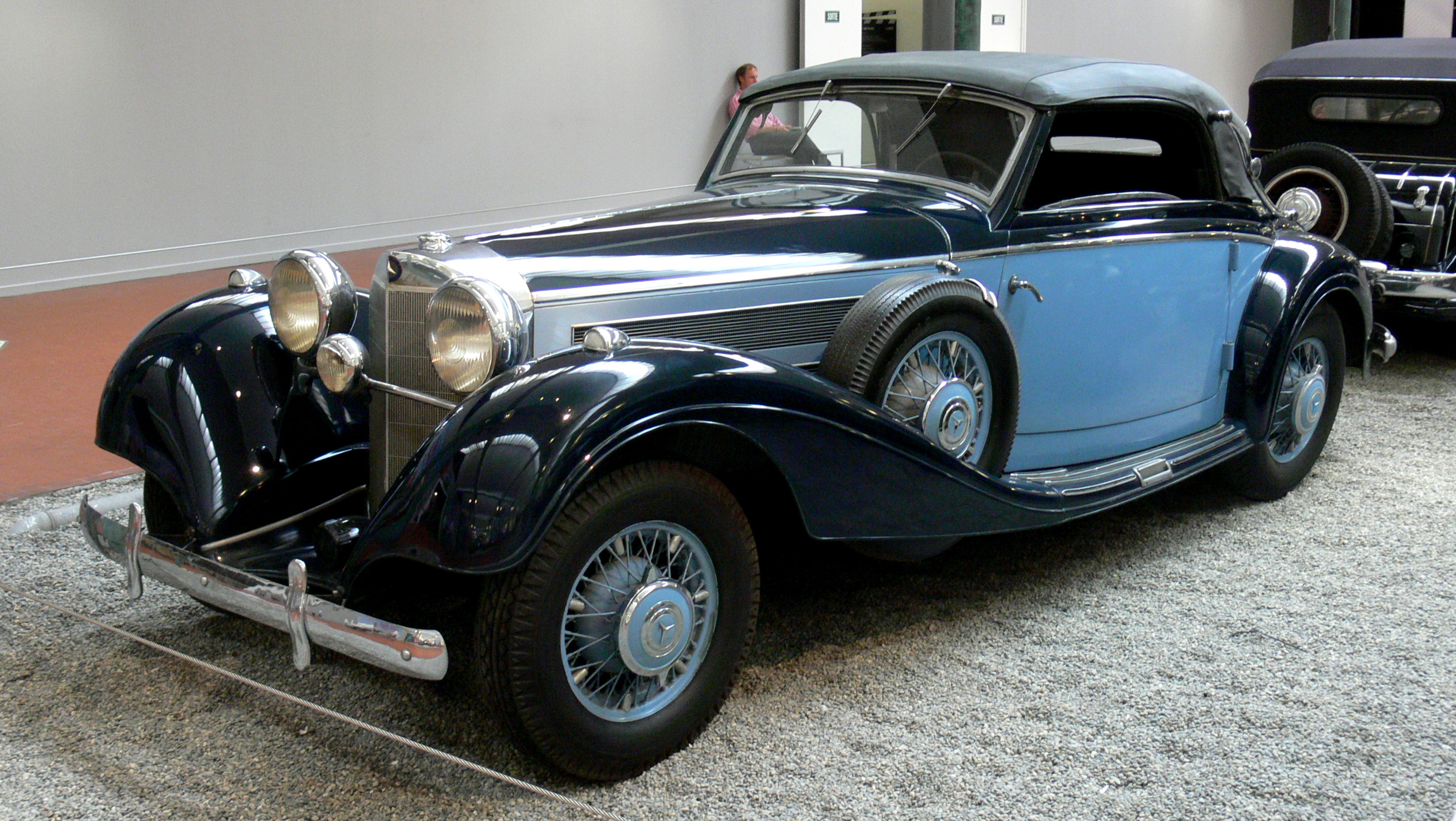
1938 Mercedes-Benz 540K kabriolet v automobilovém muzeu v Mulhouse ve Francii
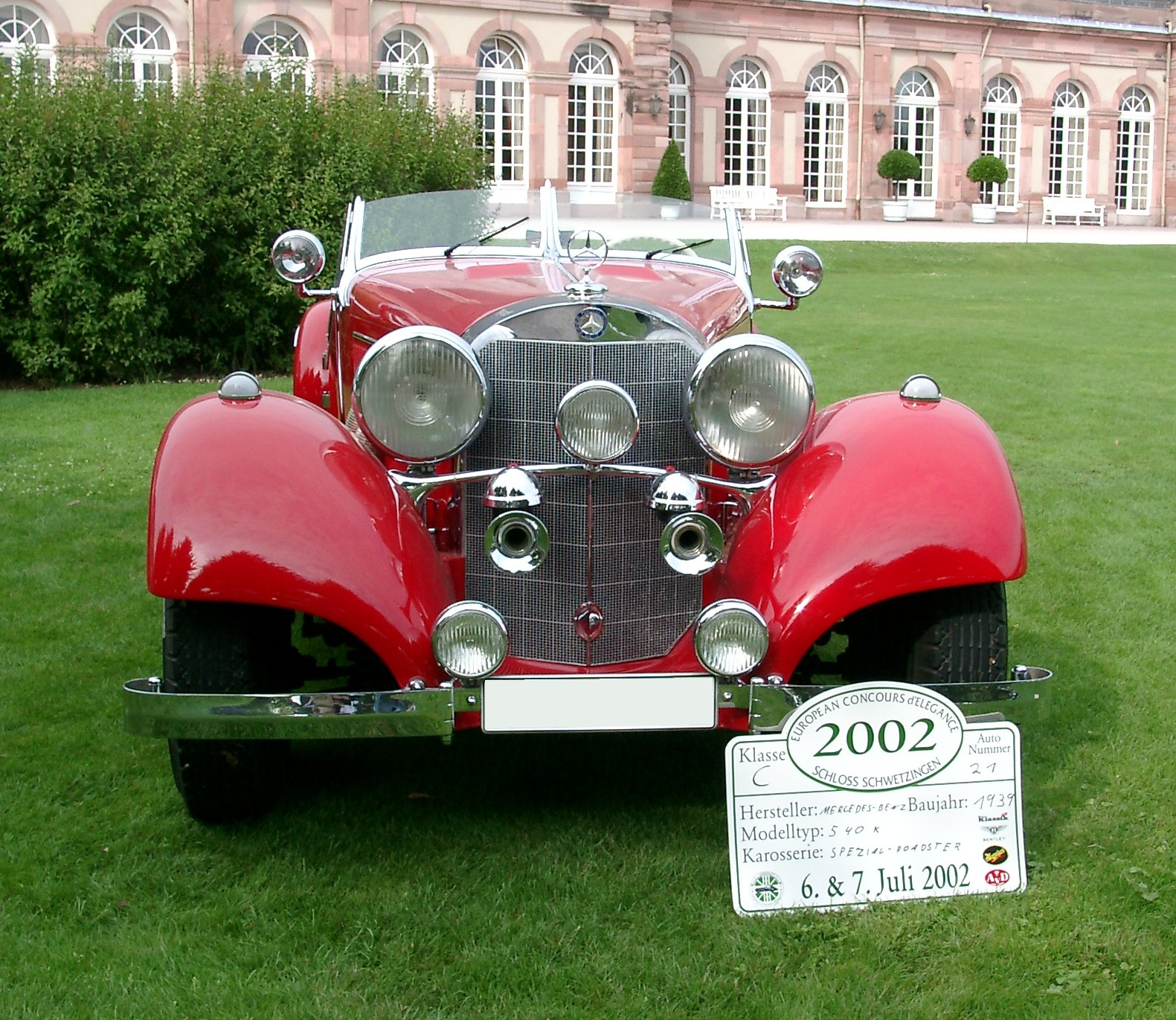
Mercedes 540K zepředu
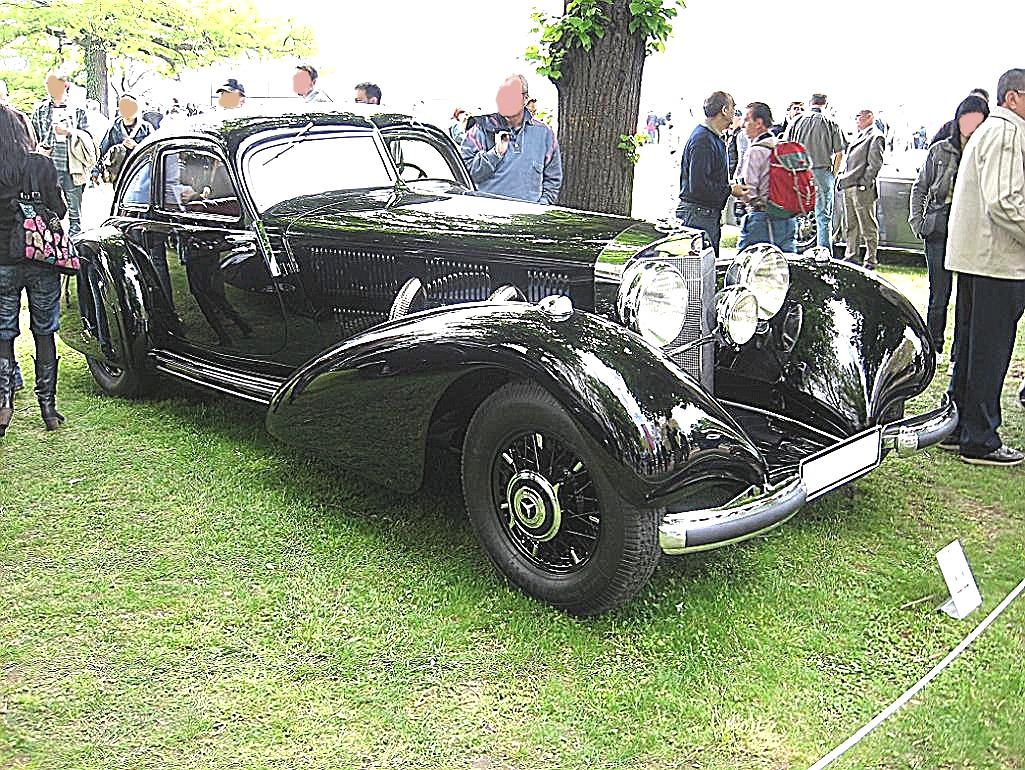
Mercedes-Benz 540K-Autobahnkurier
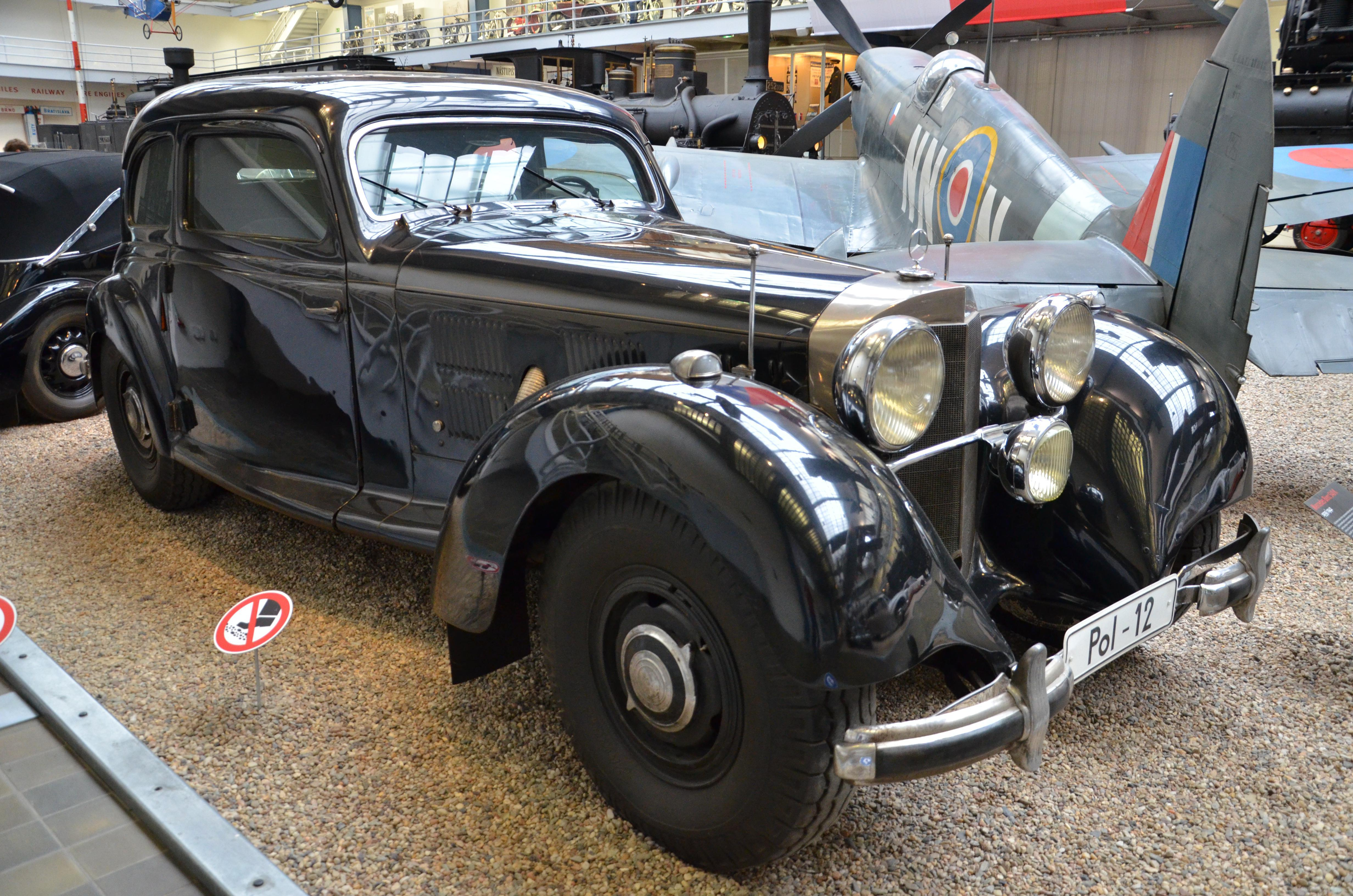
Mercedes-Benz 540K Karla Hermanna Franka vystavený v NTM v Praze.